# Горбунов, Алексей Иванович
Алексе́й Ива́нович Горбуно́в (род. 6 сентября 1969) — российский легкоатлет, специалист по бегу на средние и длинные дистанции, кроссу и стипльчезу. Выступал на профессиональном уровне в 1993—2003 годах, чемпион России по кроссу и бегу на 3000 метров с препятствиями, многократный призёр первенств всероссийского значения, участник ряда крупных международных стартов, в том числе чемпионата мира по кроссу в Марракеше. Представлял Пермскую область.

## Биография
Алексей Горбунов родился 6 сентября 1969 года. Занимался лёгкой атлетикой в Пермской области.
Первого серьёзного успеха на всероссийском уровне добился в сезоне 1993 года, когда на зимнем чемпионате России в Москве выиграл бронзовую медаль в зачёте бега на 2000 метров с препятствиями.
В 1994 году получил серебро в стипльчезе на 2000 метров на зимнем чемпионате России в Липецке и в стипльчезе на 3000 метров на летнем чемпионате России в Санкт-Петербурге.
В 1995 году в тех же дисциплинах стал серебряным и бронзовым призёром на зимнем чемпионате России в Волгограде и на летнем чемпионате России в Москве соответственно. Кроме того, финишировал седьмым на Мемориале братьев Знаменских в Москве.
На чемпионате России 1996 года в Санкт-Петербурге взял бронзу в беге на 3000 метров с препятствиями.
В 1997 году в 3000-метровом стипльчезе одержал победу на зимнем чемпионате России в Волгограде, выиграл бронзовую медаль на летнем чемпионате России в Туле. Также в беге на 3000 метров финишировал пятым на Мемориале братьев Знаменских в Москве, в составе российской сборной бежал 5000 метров на Кубке Европы в Мюнхене — занял восьмое место в личном зачёте и третье место в командном.
В 1998 году превзошёл всех соперников в дисциплине 4 км на открытом чемпионате России по кроссу в Кисловодске, принимал участие в чемпионате мира по кроссу в Марракеше — в коротком забеге занял итоговое 43-е место. На чемпионате России в Москве был лучшим в беге на 3000 метров с препятствиями.
В 1999 году на Мемориале братьев Знаменских в Москве взял бронзу в дисциплине 1500 метров и получил серебро в стипльчезе на 3000 метров. На чемпионате России в Туле стал бронзовым призёром в стипльчезе.
В 2001 году на чемпионате России в Туле занял седьмое место в беге на 3000 метров с препятствиями.
В 2002 году выступил в беге на 1500 метров на чемпионате России в Чебоксарах и на этом завершил спортивную карьеру.
Впоследствии проявил себя как спортивный функционер, входил в состав президиума Федерации лёгкой атлетики Пермского края.